# Lathyrus graminifolius
Lathyrus graminifolius är en ärtväxtart som först beskrevs av Sereno Watson, och fick sitt nu gällande namn av Theodore Greely White. Lathyrus graminifolius ingår i släktet vialer, och familjen ärtväxter. Inga underarter finns listade i Catalogue of Life.